# 蘭嶼樹杞
蘭嶼樹杞（学名：Ardisia elliptica），又稱蘭嶼紫金牛、濱樹杞，是紫金牛屬的一個成員，為台灣的原生植物，分布於東南亞地區、台灣以及琉球。蘭嶼樹杞是一種常綠灌木，通常作為觀賞盆景，其果實可食用。它已經脫離私人、公眾的花園侵入自然區域。由於繁殖力高且耐蔭，苗木能在成樹的下面生長。種子的高發芽率（99%）與鳥類、哺乳動物的咬食，導致迅速的傳布橫跨一片土地，並名列世界百大外來入侵種。

## 异名

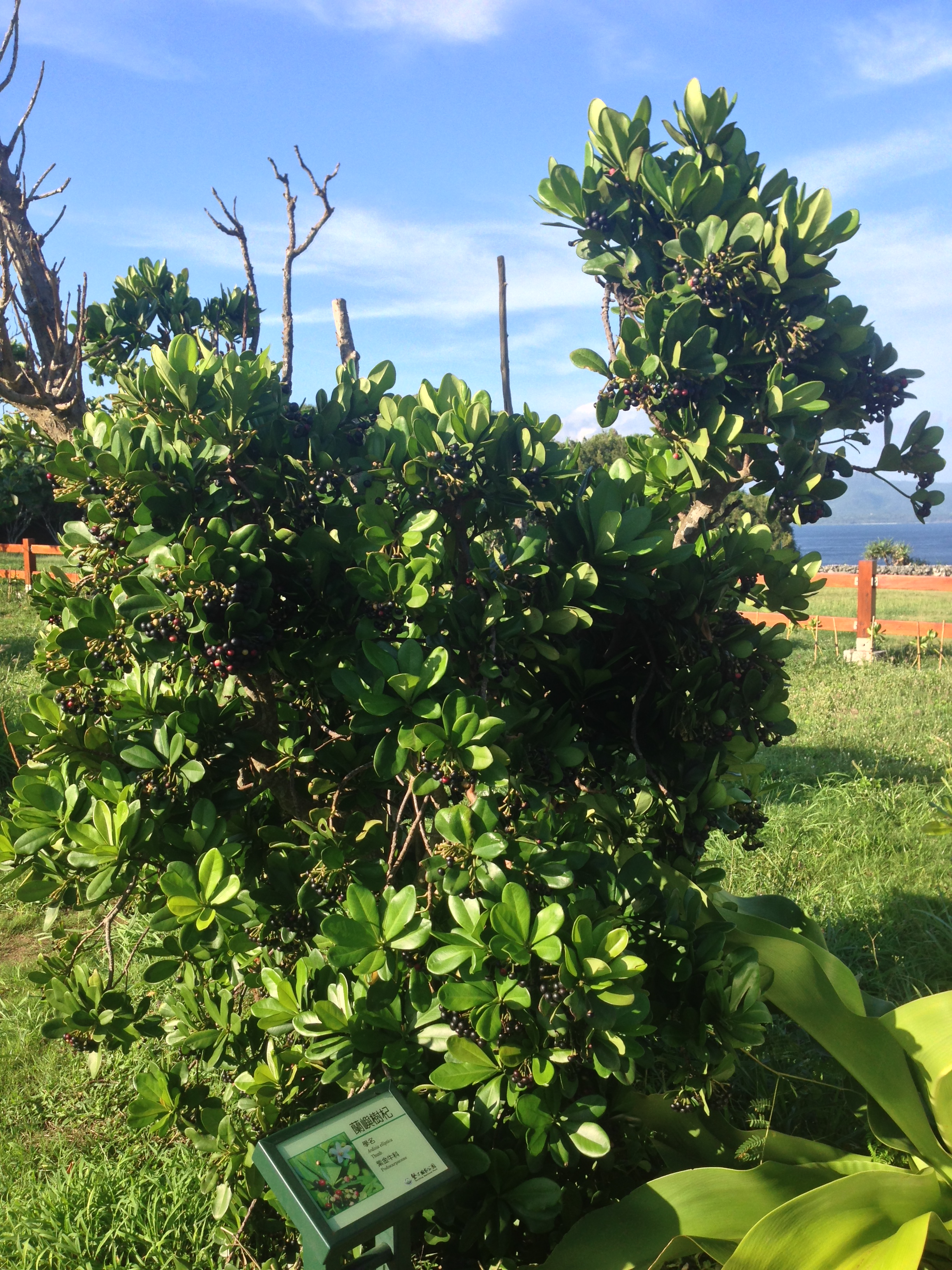
種於台灣屏東縣恆春鎮貓鼻頭公園的蘭嶼樹杞。

- 酸苔菜[3]
- [4]